# 明四大家

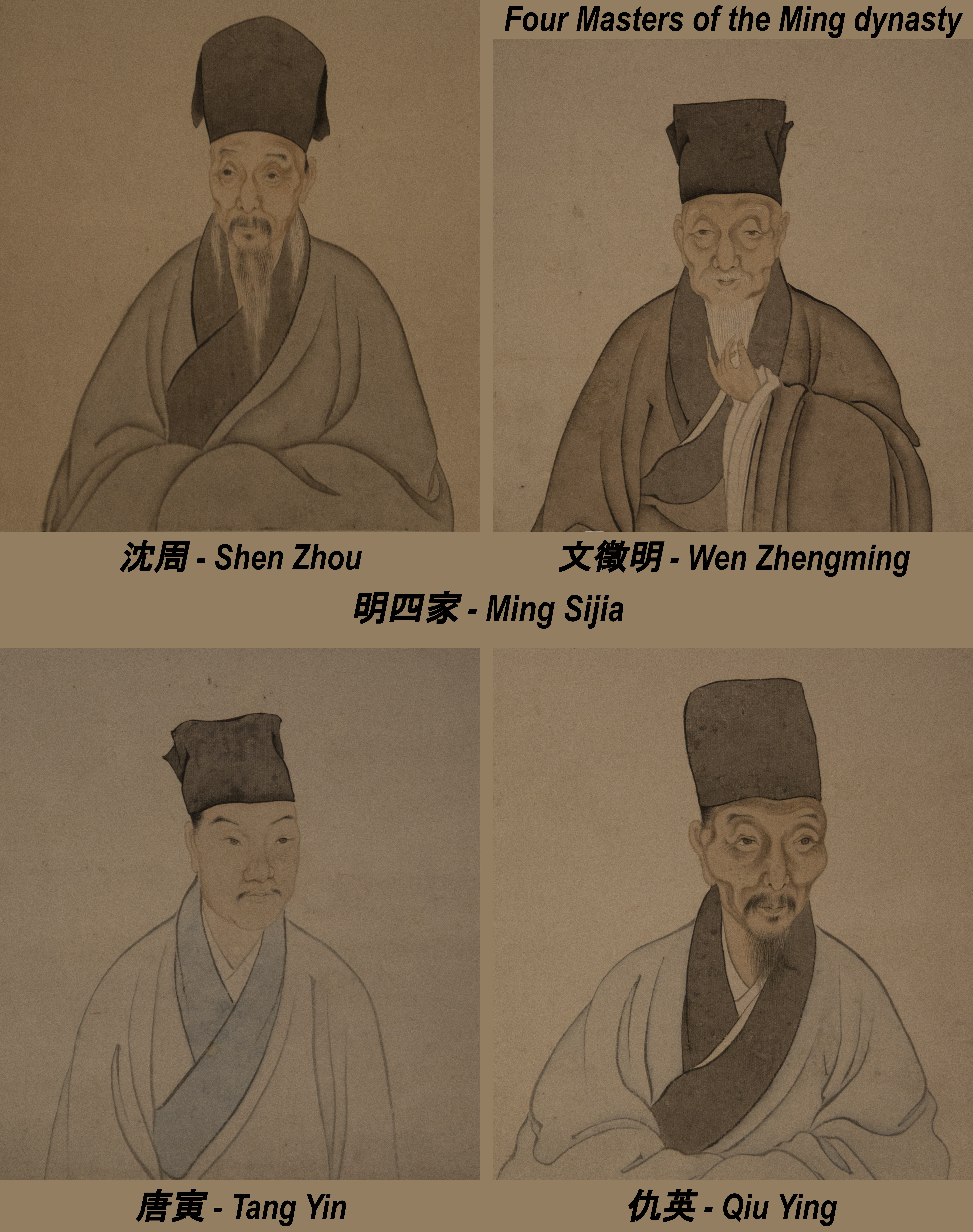
明四大家

明四大家（みんしたいか）とは、中国美術史における明代の著名な画家4人を指す呼称であり、沈周（1427-1509）、文徴明（1470-1559）、唐寅（1470-1523）、仇英（1494ごろ-1552）の4人のことである。

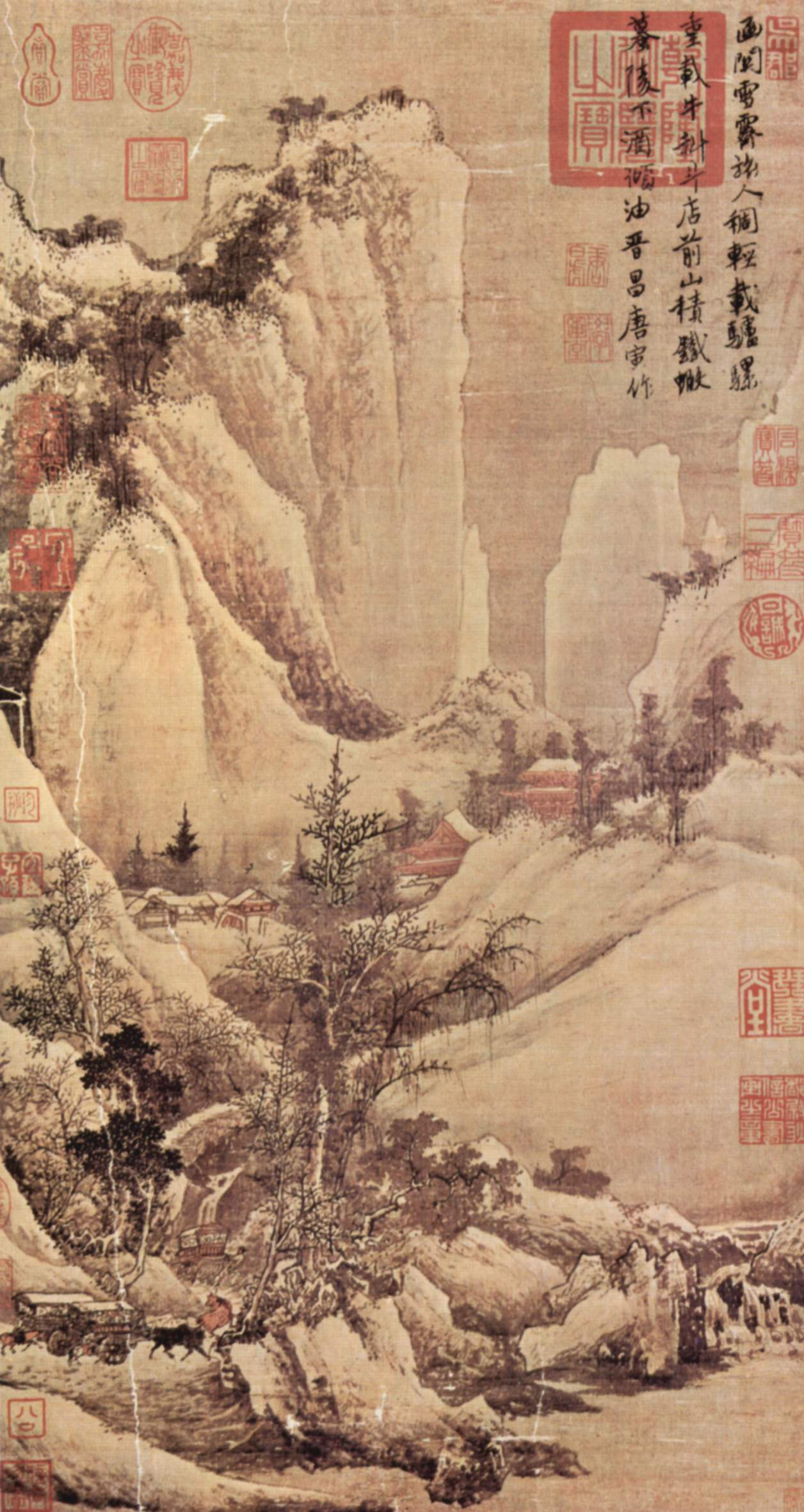
唐寅の『函関雪霽』

4人は同時代の画家であり、沈周は文徴明の師であり、唐寅と仇英はともに周臣（1460-1535）の弟子である。これら5人は、いずれも呉派に属する。4人の作風や画題はいずれも異なる。仇英以外の3人は、書家や詩人としても優れており、独自のスタイルを確立した。
明四大家は、明四家（みんしか）とも呼ばれるほか、4人とも蘇州近辺の呉の出身であることから蘇州四家、呉門四家とも呼ばれる。「四大家」という呼称は、明代中期、嘉靖帝の時代ごろから使われ始め、その後も継続している。